# Capillas
Pour les articles homonymes, voir Capilla (homonymie).
Capillas est une commune espagnole de la province de Palencia, dans la communauté autonome de Castille-et-León.